# Großer Preis von Imola 1954

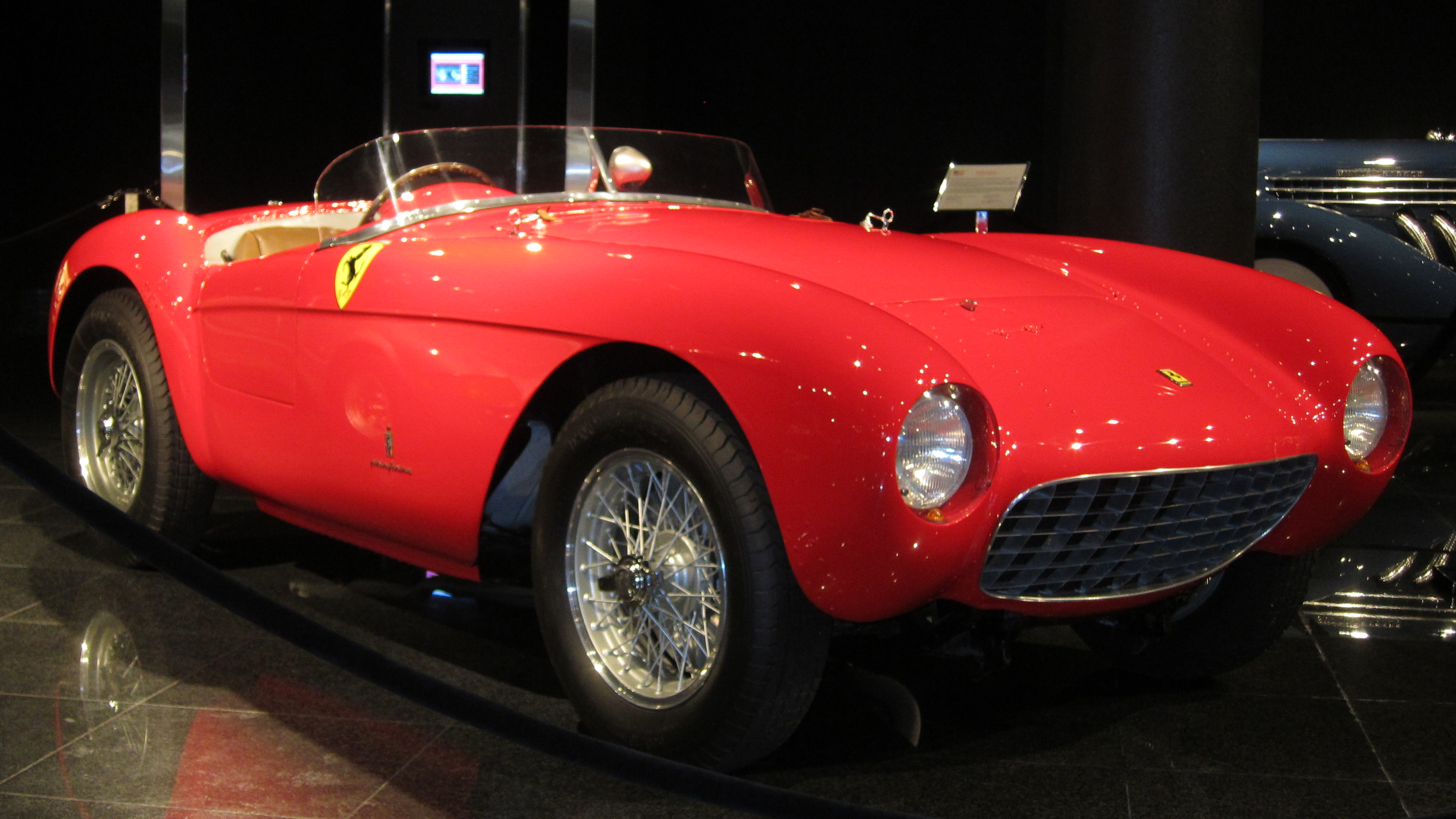
Siegerwagenmodell Ferrari 500 Mondial

Der Große Preis von Imola 1954, auch Gran Premio dell'Autodromo di Imola, war ein Sportwagenrennen, das am 20. Juni dieses Jahres auf dem Autodromo Enzo e Dino Ferrari ausgefahren wurde. Das Rennen zählte zu keiner Rennserie.

## Das Rennen
1953 wurde nach einer Initiative von Enzo Ferrari die Rennstrecke von Imola eröffnet. 1954 fand dort der für Sportwagen ausgeschriebene Große Preis von Imola statt. Das Rennen gewann Umberto Maglioli auf einem Werks-Ferrari 500 Mondial.

## Ergebnisse

### Schlussklassement
| 1           | S 2.0 | 36 | Scuderia Ferrari          | Umberto Maglioli  | Ferrari 500 Mondial | 50 |
| 2           | S 2.0 |    |                           | Giulio Musitelli  | Ferrari 166MM       | 50 |
| 3           | S 2.0 |    | Officine Alfieri Maserati | Luigi Musso       | Maserati A6GCS      | 50 |
| 4           | S 2.0 |    |                           | Cesare Perdisa    | Maserati A6GCS      | 50 |
| 5           | S 2.0 |    |                           | Luigi Bellucci    | Maserati A6GCS      | 49 |
| 6           | S 2.0 |    |                           | Sergio Ferraguti  | Maserati A6GCS      | 48 |
| 7           | S 2.0 |    |                           | Benoît Musy       | Maserati A6GCS      |    |
| 8           | S 2.0 |    |                           | Franco Cortese    | Ferrari 166MM/53    |    |
| 9           | S 2.0 |    | Officine Alfieri Maserati | Bruno Venezian    | Maserati A6GCS      |    |
| 10          | S 2.0 |    |                           | Fedele Lampertico | Maserati A6GCS      |    |
| 11          | S 2.0 |    |                           | Giorgio Scarlatti | Maserati A6GCS      |    |
| Ausgefallen |       |    |                           |                   |                     |    |
| 12          | S 2.0 |    | François Picard           | François Picard   | Ferrari 500 Mondial |    |
| 13          | S 2.0 | 26 | Roberto Sgorbati          | Roberto Sgorbati  | Osca 2000S          |    |
| 14          | S 1.5 | 40 | Giulio Cabianca           | Giulio Cabianca   | Osca MT4 1500       |    |
| 15          | S 2.0 | 52 | Scuderia Ferrari          | Robert Manzon     | Ferrari 500 Mondial |    |
| 16          | S 2.0 |    |                           |                   | Ferrari 500 Mondial |    |

### Nur in der Meldeliste
Zu diesem Rennen sind keine weiteren Meldungen bekannt.

### Klassensieger
| Klasse | Fahrer                  | Fahrzeug            | Platzierung im Gesamtklassement |
| ------ | ----------------------- | ------------------- | ------------------------------- |
| S 2.0  | Umberto Maglioli        | Ferrari 500 Mondial | Gesamtsieg                      |
| S 1.5  | kein Teilnehmer im Ziel |                     |                                 |

### Renndaten
- Gemeldet: 16
- Gestartet: 16
- Gewertet: 11
- Rennklassen: 2
- Zuschauer: unbekannt
- Wetter am Renntag: unbekannt
- Streckenlänge: 5,000 km
- Fahrzeit des Siegerteams: 1:47:25,900 Stunden
- Gesamtrunden des Siegerteams: 50
- Gesamtdistanz des Siegerteams: 250,000 km
- Siegerschnitt:
- Pole Position:
- Schnellste Rennrunde: Robert Manzon – Ferrari 500 Mondial (#52) – 2:06.300 – 142,663 km/h
- Rennserie: zählte zu keiner Rennserie